# 英國聯合航空
英國聯合航空（英語：British United Airways，縮寫BUA），是一家私有、獨立營運的英國航空公司，由1960年7月合併航空服務和狩獵者航空運輸而成，使其成為當時英國最大的私營航空公司。英國和英聯邦航運（B＆C）是新航空公司的主要股東。
在成立之初，BUA接收了其前身公司的飛機和營運。其中包括由90架各類固定翼飛機和直升機組成的機隊，這些飛機和直升機繼續經營非定期航班。蓋特威克機場成為BUA的主要營運基地，直到1964年史坦斯特機場成為主要的飛行基地為止。1961年5月訂購了10架BAC 1-11噴射機，啟動了BUA的機隊重新裝備計劃，以支持其發展成為主要定期航空公司的長期政策。這也是英國私人航空公司首次為新噴射機開出訂單。1962年1月，BUA與英國航空服務合併，後者是競爭對手英國獨立航空公司Britavia和銀城航空的控股公司。這使得BUA成為美國以外全球最大的無政府補貼航空公司。合併前銀城航空是英國航空渡輪服務的主要獨立供應商，使得BUA成為英國航空渡輪營運的壟斷者。隨後於1962年5月收購澤西航空而進一步增長，使得BUA擁有100多架飛機和6,000名員工。
1962年4月底，BUA定期航班乘客的市中心登機設施在倫敦維多利亞車站開通。
1963年5月26日，連接倫敦和巴黎市中心的聯合鐵路-航空服務開通，使得BUA能夠繞過阻止其直飛倫敦-巴黎的監管限制。這是一種比現有直航服務更便宜的替代品。1964年10月1日維克斯VC10投入使用後，BUA成為第一家開始不間斷噴射機營運的英國私營航空公司。1964年11月5日，BUA收購英國海外航空公司（BOAC）對阿根廷、巴西、智利和烏拉圭的南美服務，標誌著其長途定期網絡的重大擴張。
1965年4月9日，BUA 的 BAC 1-11成為該類型飛機進入商業服務的第一個案例。
1966年1月4日，同時推出從蓋特威克機場到格拉斯哥、愛丁堡和貝爾法斯特的每日1-11噴射機服務，使BUA成為英國國內主要航線上的首家全噴射機營運商。
1968年，BUA集團公司進行了重大改組，以改善其財務業績。這包括採用新的BUA戰略，旨在取代越來越少且無利可圖的越野飛行，越來越多地參與更有價值的歐洲包機旅遊和跨大西洋包機市場。這也導致了總部的搬遷和蓋特威克工程活動的集中。這些組織和戰略變革的成功實施，使得BUA能夠在1968年底之前令南美航線轉虧為盈，並在1969年成為英國唯一獲利的國內主要航線營運商。
到了1960年代末期，BUA已經成為英國領先的私人定期航空公司，擁有44,000英里（71,000公里）的網絡，遍布三大洲：歐洲、非洲和南美洲。
1970年11月，B＆C以1,200萬英鎊（今天的1.823億英鎊）將BUA賣給了蘇格蘭包機航空公司金獅航空。當時它運營著一個由20架飛機組成的全噴射機隊，僱用了3,000名員工。